# Luchthaven Toeroechansk
Luchthaven Toeroechansk (Russisch: аэропорт Туруханск) is een vliegveld in het noordwestelijk deel van de Russische kraj Krasnojarsk, direct ten westen van de gelijknamige plaats Toeroechansk. Het vliegveld vormt door het ontbreken van wegen en spoorwegen het enige vervoersmiddel tussen deze zeer afgelegen plaats en het 'Russische vasteland' tijdens de lente en herfst, wanneer de winterwegen onbegaanbaar zijn geworden en de rivieren nog niet bevaarbaar zijn.

## Geschiedenis
Het vliegveld werd in 1949 aangelegd als uitwijkvliegveld voor militaire toestellen. Er werd toen ook een AMSG (weerstation voor de burgerluchtvaart) gebouwd. Bij het vliegveld verrees een houten terminal, die echter in 2015 werd vervangen door een nieuwe betonnen terminal.

## Vluchten
Het vliegveld is toegankelijk voor vliegtuigen tot 36 ton en daarmee opengesteld voor alle vliegtuigen uit de Russische 3e en 4e vliegtuigklasse (tot 30 ton), zoals de An-12, An-24, An-26, An-28, An-30, An-32, An-72, An-74, Jak-40, ATR 42 en de Cessna 208. Daarnaast kunnen alle soorten helikopters er landen. 
Toeroechansk vormt een uitwijkluchthaven voor de luchthavens Norilsk Alykel, Igarka en Chatanga. Er is een lijndienst met Krasnojarsk (Jemeljanovo) met wisselende vervoerders (sinds 2016 met NordStar uit Norilsk) omdat de luchthaven niet erg rendabel is. UTair vliegt eenmaal per twee weken met een helikopter op Igarka en voor zakenreizigers ook op Tjoemen.

## Passagiersaantallen
|                                        |
| Gegevens van Rosaviatsia (www.favt.ru) |